# Chrysotus longiventris
Chrysotus longiventris är en tvåvingeart som beskrevs av Van Duzee 1931. Chrysotus longiventris ingår i släktet Chrysotus och familjen styltflugor. Inga underarter finns listade i Catalogue of Life.